# 427
| [ Edytuj tabelę ] |                           |
| Cesarz Bizancjum  | - 408 Teodozjusz II 450   |
| Król Franków      | - 426 Klodian 447         |
| Władca Guptów     | - 414 Kumaragupta 455     |
| Władca Korei      | - 413 Changsu 491         |
| Papież            | - 422 Celestyn I 432      |
| Król Persji       | - 420 Bahram V 439        |
| Cesarz Rzymu      | - 425 Walentynian III 455 |
| Król Wandalów     | - 406 Gunderyk 428        |
| Król Wizygotów    | - 419 Teodoryk I 451      |

Rok 427 / CDXXVII
stulecia: IV wiek ~
V wiek ~
VI wiek

lata: 417 «
422 «
423 «
424 «
425 «
426 «
427
» 428
» 429
» 430
» 431
» 432
» 437

## Wydarzenia
Azja
- Heftalici najechali na Persję i Indie.
- Pjongjang stał się stolicą Korei (Koguryŏ).

## Zmarli
- 24 grudnia – Syzyniusz I, arcybiskup Konstantynopola